# Liste der Gedenktafeln in Berlin-Heiligensee
Die Liste der Gedenktafeln in Berlin-Heiligensee enthält die Namen, Standorte und, soweit bekannt, das Datum der Enthüllung von Gedenktafeln.
Die Liste ist nicht vollständig.

## Heiligensee
| Bild | Name                  | Standort              | Datum der Enthüllung |
| ---- | --------------------- | --------------------- | -------------------- |
|      | Deutsche Teilung      | Ruppiner Chaussee     |                      |
|      | Grenzübergang Stolpe  | Tegeler Forst         |                      |
|      | Albrecht Haushofer    | Kurzebracker Weg 40   |                      |
|      | 700 Jahre Heiligensee | Alt-Heiligensee 61    |                      |
|      | Hannah Höch           | An der Wildbahn 33    |                      |
|      | NS-Opfer              | Sandhauser Straße 110 |                      |
|      | NS-Opfer              | Sandhauser Straße 110 |                      |